# Norman Horrocks

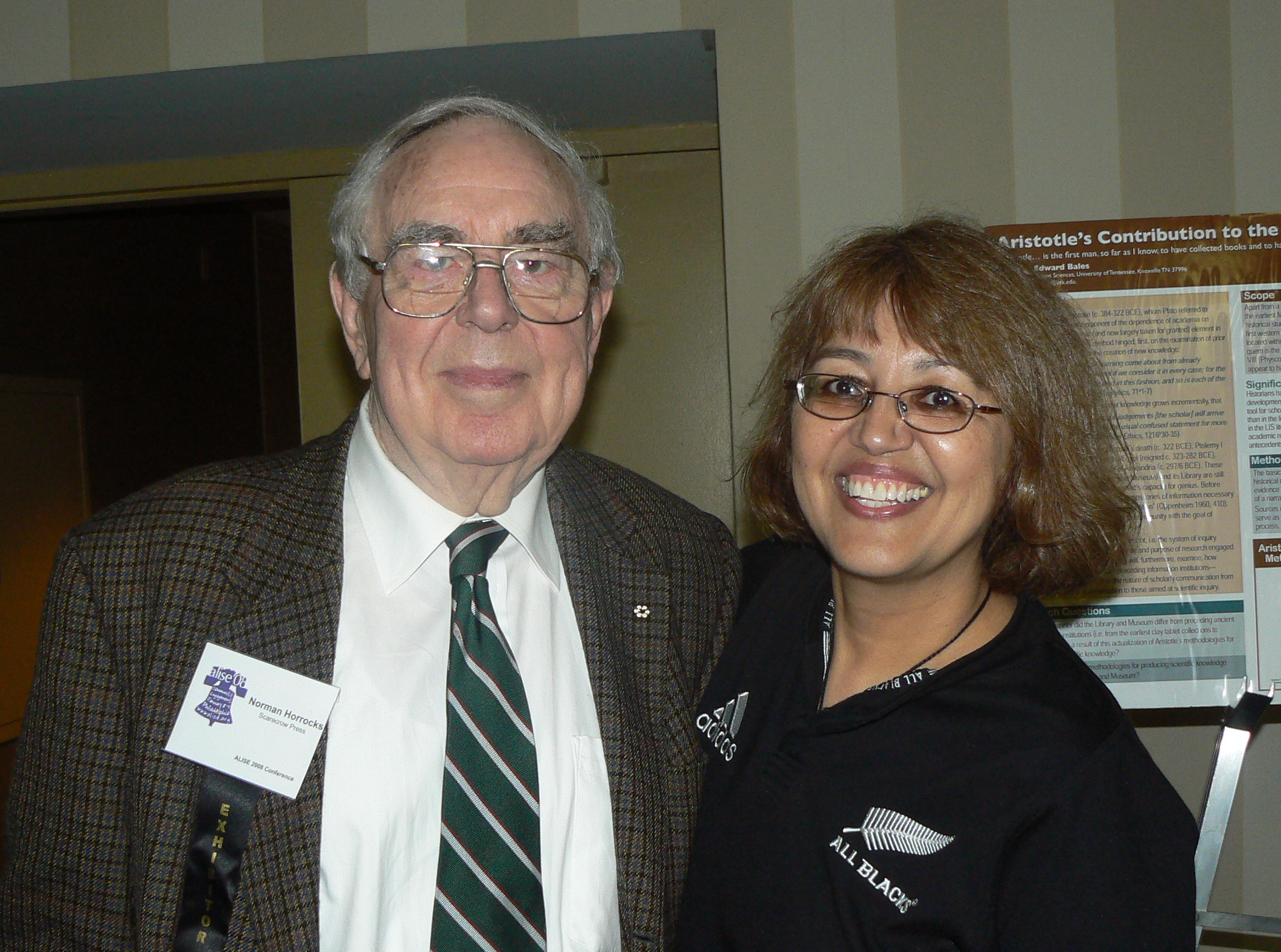
Norman Horrocks y Loriene Roy en una conferencia

Norman Horrocks (18 de octubre de 1927-14 de octubre de 2010) fue un bibliotecario y profesor universitario británico-canadiense. Fue un bibliotecario volcado en el ámbito internacional, pionero en la creación de redes de trabajo entre bibliotecarios y única persona en ser miembro de honor en tres asociaciones nacionales de bibliotecarios.

## Biografía
Nació en Manchester (Inglaterra, Reino Unido) y estudió Biblioteconomía en la Universidad de Mánchester. Comenzó su carrera profesional en el sistema bibliotecario público de su ciudad en 1945, pero lo abandona para servir al servicio de inteligencia secreto después de la Segunda Guerra Mundial. En 1949 abandona el ejército y vuelve a su anterior puesto hasta 1954, año que ingresa en el British Council Library para trabajar en la biblioteca de Chipre, pero abandona Nicosia tras el incendio que sufrió durante las revueltas de independencia y marcha a Perth para trabajar en la biblioteca del estado de Australia Occidental. 
En 1963, se ubica en América y obtiene su doctorado en la Universidad de Pittsburgh, y en 1971 acepta una plaza de profesor en la Escuela de Biblioteconomía e Información de la Universidad de Dalhousie en Canadá, centro y país donde terminará su carrera académica; en este centro llegó a ser decano y profesor emérito hasta su fallecimiento. Tan solo tuvo un periodo laboral fuera de este centro, fue desde 1986 a 1995 cuando acepta la vicepresidencia de la editorial Scarecrow Press en Metuchen (Nueva Jersey, EE. UU.), donde también trabaja como profesor en la Universidad Rutgers. También es consultor de revistas académicas, entre ellas Library Journal.
Fallece en Halifax, Nueva Escocia (Canadá).
A lo largo de su carrera, Norman Horrocks estableció numerosos contactos, puentes y enlaces entre profesionales bibliotecarios de todo el mundo. Fue un precursor en la creación de redes de trabajo en bibliotecas. Fue miembro de honor de tres asociaciones nacionales de bibliotecas: la británica, americana y canadiense, a la que se podría añadir la australiana, aunque fuese como miembro numerario. Además, fue miembro de honor en otras importantísimas asociaciones de bibliotecarios, documentalistas y científicos de la información como la American Society of Information Science and Technology o la American Library Association, llegando a ser presidente de esta última.
Norman Horrocks recibió numerosos premios, entre ellos, el Premio Lippincott (1995) o la medalla de oro del Prof. Kaula (2004). En 2006, recibió la Orden de Canadá, orden civil canadiense de mayor rango. En 2007, la Universidad de Dalhousie creó un premio que lleva su nombre para honrar a aquellos profesionales que ofrezcan muestras de liderazgo en el ámbito de la Información.